# Fish in a Drawer
"Fish in a Drawer" é o décimo sétimo episódio da quinta temporada da série de televisão de comédia Two and a Half Men, e o centésimo décimo terceiro em geral. Foi escrito por Evan Dunsky, Sarah Goldfinger, Carol Mendelsohn, e Naren Shankar — os mesmos roteiristas do seriado CSI: Crime Scene Investigation, que fizeram um crossover com os de Two and a Half Men. A sua exibição nos Estados Unidos ocorreu em 5 de maio de 2008 pela rede de televisão Columbia Broadcasting System (CBS).
No episódio, Teddy Leopold (interpretado por Robert Wagner) é encontrado morto na cama de Charlie Harper (Charlie Sheen) durante a festa de casamento de sua mãe. A polícia vai até a casa de Charlie e fazem as investigações para que se descubra quem assassinou Teddy.
"Fish in a Drawer" recebeu opiniões positivas pela crítica especializada. De acordo com as estatísticas do serviço de mediação de audiências Nielsen Ratings, foi assistido por 13,61 milhões de pessoas nos EUA. Foi o terceiro programa mais assistido naquele dia, perdendo somente para o seriado CSI: Miami e o reality show Dancing with the Stars.

## Produção
"No pior dos casos é simplesmente uma esquisitice. É como o último episódio do The Prisoner, onde tudo enloqueceu. Pode vir a ser algo que as pessoas irão discutir pelos próximos quarenta anos."

Jon Cryer falando sobre "Fish in a Drawer".
Em 2007, Chuck Lorre, criador de Two and a Half Men, entrou em contato com Carol Mendelsohn, responsável pela série CSI: Crime Scene Investigation, para falar sobre um possível crossover. As primeiras reações de Mendelsohn foram negativas, e ele disse que seria uma ideia um tanto idiota. O roteirista e produtor executivo Naren Shankar, disse que a sua primeira resposta quando Mendelsohn lhe contou sobre isso foi: "Que louco". Mas, no mesmo ano, a ideia ressurgiu quando Lorre e Mendelsohn se encontraram no Festival Mundial da Televisão, em Banff, no Canadá. Ao ouvir a notícia, os elencos de ambas as séries ficaram surpresos e sem interesse, mas depois concordaram em fazer o projeto. Em uma entrevista ao The New York Post, antes da ideia se transformar em projeto, Mendelsohn disse que isso seria "um grande desafio".
Dias depois, Mendelsohn deixou escapar que iria acontecer um crossover, e como resultado, a revista Variety publicou uma notícia especial sobre o assunto naquele mesmo dia. Mendelsohn também acabou revelando a notícia no Canadá. Depois do episódio ter sido gravado, Lorre constatou: "O grande desafio foi incluir um assassinato em uma série de comédia. Geralmente nossos episódios têm histórias leves. Nossa audiência iria cair com essa mudança? Poderia cair ou subir, mas o resultado foi espetacular. É para ser um episódio bem engraçado". "Fish in a Drawer" foi escrito por Carol Mendelsohn e Naren Shankar, e dirigido por Jeff Melman. Como piada interna, o ator George Eads, que interpreta o investigador Nick Stokes em CSI, fez uma participação especial no episódio. Três dias após a transmissão de "Fish in a Drawer", o episódio "Two and a Half Deaths" — o episódio "correspondente" de CSI escrito pelos criadores de Two and a Half Men — foi exibido pela Columbia Broadcasting System (CBS). Depois, em uma entrevista para o Zap2it, Lorre e Mendelsohn disseram que talvez esse fosse o último crossover que ocorreria entre as duas séries.

## Enredo
Na festa do casamento de Teddy Leopold (interpretado por Robert Wagner) e Evelyn Harper (Holland Taylor), Charlie Harper (Charlie Sheen) ainda insiste com a ideia de se casar com Courtney (Jenny McCarthy), sua nova meia-irmã, e decide ir para o seu quarto com ela. Quando os dois, no escuro, deitam-se na cama, Courtney sente que está deitada em cima de algo. Charlie acende a luz de seu quarto e vê Teddy desmaiado em sua cama com as calças abaixadas, e uma marca de batom em seu pênis. Quando Charlie conta a Alan Harper (Jon Cryer), eles descobrem que têm um problema maior: contar para a mãe deles. Depois de convencer Evelyn a parar de cantar para os convidados, eles contam a ela o que aconteceu, e então, antes de ligar para a polícia, ela liga para a sua agência de viagens e cancela a viagem para Paris, onde ela e Teddy passariam a lua de mel, e troca as duas passagens por uma única passagem de classe econômica para as ilhas de Fiji.
Depois da polícia chegar e examinar a cena do crime, Charlie, Alan, Evelyn, Jake Harper (Angus T. Jones), Berta (Conchata Ferrell) e Courtney, vão até a delegacia e são chamados separadamente para a sala de interrogatório. Charlie sempre muda de assunto durante o interrogatório, Alan fica com medo de ir para a cadeia e por isso fica nervoso e não consegue falar direito, Evelyn ficava reclamando do café que deram para ela, Berta acaba por ser uma perda de tempo para eles e fica dando em cima do delegado, e Jake só fica falando de comida, e de revistas Playboy. É bem claro e fácil de deduzir que Evelyn é o alvo da situação, desde os casos de morte de seus ex-maridos.
Após as fichas de Teddy e Courtney sairem, os dois investigadores descobrem que seus nomes verdadeiros são Nathan Krunk e Sylvia Fishman, respetivamente, e que os dois nem são parentes (pai e filha). Acontece que Sylvia e Nathan são golpistas. Os dois investigadores achavam que Nathan tinha sido assassinado devido a uma marca de pancada atrás de sua cabeça, mas realmente, ele morreu de ataque cardíaco, enquanto se preparava para fazer sexo com Sylvia. A pancada na cabeça ocorreu dois dias antes, enquanto ele estava fazendo sexo com ela. Quando Sylvia é levada pelos policiais, Charlie a chama com intenção de lhe dar uma bronca, mas a única coisa que ele pode dizer é "Vou esperar por você!".

## Repercussão e audiência

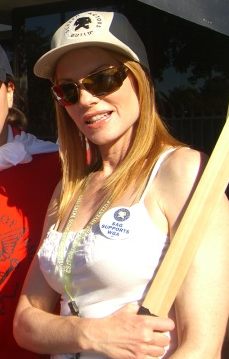
A atriz Marg Helgenberger foi elogiada por Andy Greiser.

Conforme as estatísticas do serviço de mediação de audiências Nielsen Ratings, "Fish in a Drawer" foi visto por 13.61 milhões de telespectadores em sua transmissão original americana, fazendo com que este fosse o terceiro programa mais assistido naquele dia, perdendo somente para CSI: Miami e Dancing with the Stars. "Fish in a Drawer" foi o quinto episódio mais assistido na CBS na semana de 5 a 11 de Maio de 2008.
Allison Waldman, da coluna televisiva TV Squad do site AOL, disse que o episódio correspondente do seriado CSI: Crime Scene Investigation merecia um Emmy Award, mas já para "Fish in a Drawer", ela constatou que o episódio "não foi tão empolgante, mas também não foi tão ruim". Andy Greiser, do Zap2it, disse que ficou interessado pelo episódio desde quando começaram a sair as notícias sobre a possível troca de roteiristas, e constatou que Catherine Willows foi fantástica e que as analepses no episódio foram as melhores partes.
"Fish in a Drawer" recebeu indicações ao Emmy Awards nas categorias "Melhor Atriz Coadjuvante em uma Série de Comédia", para a atriz Conchata Ferrell, e "Melhor Direção em uma Série de Comédia", para o diretor Jeff Melman. Mas mesmo assim, nenhum deles levou o prêmio.